# 方宗岱

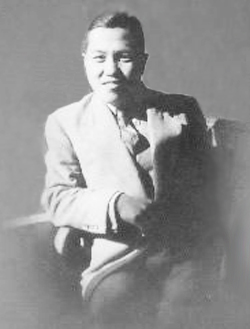
方宗岱

方宗岱（1911年6月18日—1991年11月28日），浙江省金华县人。中国水利学家，中国泥沙科学的创始人之一。

## 生平
1935年，方宗岱毕业于国立武汉大学土木工程系并获学士学位，后又被该校录取为研究生，1937年获硕士学位，并留校任教，方宗岱是国立武汉大学历史上第一位研究生。1939年至1942年，在中央水工实验所任职。1942年后，在甘肃林牧公司任职，从事开发大西北的水利规划设计。1946年，参加国际治黄考察团。1946年至1949年，先后在全国水力发电总处、水利部防洪司从事规划工作。1949年5月，中国人民解放军占领上海，方宗岱作为专家，在华东水利部从事水利规划工作。1954年，负责水利科学研究院的筹备，担任筹备处副主任。1956年起，任河渠研究所（今“中国水利水电科学研究院泥沙研究所”）的主要负责人，曾当选为北京市第三届人大代表。
方宗岱为中国泥沙科学研究的创始人之一。1950年代黄河三门峡工程规划设计阶段，方宗岱便正确指出在三门峡修建高坝大库对关中平原可能造成危害，为此建议将泄水建筑物的12个深孔的进口高程降低20米，为苏联设计部门采纳。后来，在三门峡工程的改建过程中，方宗岱力主将12个施工导流底孔全部打开。
方宗岱对中国的水利水电领域的泥沙问题提出过不少建议，其中许多都是有关黄河治理问题。方宗岱还进行了开拓性研究，发表了《论非牛顿体治理黄河的科学机理和生产实践》、《泥沙处理是水利工程成败的关键》、《从长江洪灾成因分析论防洪对策》等数十篇学术论著。方宗岱提出的利用小浪底水库高含沙调沙放淤、清水下泄的设想，为研究解决黄河泥沙问题开拓了新领域。
方宗岱是知名的反对三峡工程上马的代表人物。1987年11月，湖南科学技术出版社出版了《论三峡工程的宏观决策》一书，其中收入了全国政协委员在水利电力部三峡论证领导小组第三次和第四次（扩大）会议上的发言，以及李锐、孙越崎、千家驹、林华、陆钦侃、汪受衷、方宗岱等人在杂志上发表的文章，该书由全国政协副主席周培源作序，集中了三峡工程“反上派”的声音。
1980年代，方宗岱参加三峡工程专题论证，成为防洪论证组专家。在当时的论证中，按照专业，方宗岱本应进入泥沙组，却被安排在防洪组，但方宗岱仍将意见集中在泥沙问题，提出“三峡是细沙、粗沙和卵石胶结在一起，很难冲排。”1988年3月20日，防洪组专家方宗岱给中央领导人的一封信中写道，“葛洲坝的兴建，原以发电为主，周总理审阅报告时，认为不对，应改为航运第一。李先念同志插话说：‘若葛洲坝发生川江碍航，是要拆坝的。’”方宗岱是拒绝在最后的论证结论上签字的九位专家之一。未在最后论证结论上签字者有：
- 防洪论证组顾问：陆钦侃（水利电力部水利部规划局副总工程师）
- 防洪论证组专家：方宗岱（中国水利水电科学研究院咨询）
- 综合经济评价组专家：郭来喜（中国科学院国家计委地理研究所研究员）
- 综合经济评价组专家：黄元镇（中国水利水电建设工程咨询公司副董事长）
- 综合规划与水位组专家、综合经济评价组专家：何格高（国家计委中咨公司）
- 移民组专家：李玉光（国家土地管理局建设用地司总工程师）
- 移民组地方官员代表：廖文权（四川开县移民办公室主任）
- 生态与环境论证组顾问：侯学煜（中国科学院植物研究所研究员、全国人大常委会委员）
- 生态与环境论证组专家：陈昌笃（北京大学教授）
- 电力组专家、综合规划与水位组顾问：覃修典（中国水利水电科学研究院咨询）
- 电力组专家：伍宏中（中国水利水电规划设计院主任工程师）
- 电力组专家：程学敏（水利电力部外事司咨询）

1991年，方宗岱逝世。

## 著作
- 方宗岱，方宗岱论江河治理，重庆大学出版社，2010年
- 方宗岱诞辰100周年纪念文集，中国水利水电出版社，2011年

## 延伸阅读
- 李锐，一个敢讲真话的老科学家——怀念泥沙专家方宗岱，自然辩证法通讯1994年第04期